# Хрисохори (дем Места)
Хрисохори със старо име Органджилар или Органджи (на гръцки: Χρυσοχώρι, до 1926 година Οργαντζιλάρ, Органдзилар) е село в Гърция, дем Места (Нестос), административна област Източна Македония и Тракия. 

## География
Разположено е на около 35 km източно от Кавала, на надморска височина от 5 m.

## История

### В Османската империя
В XIX век е село в Саръшабанска каза на Османската империя. На австро-унгарската военна карта е отбелязано като Органджили (Organdžili). Съгласно статистиката на Васил Кънчов („Македония. Етнография и статистика“) към 1900 година Органджиларъ е турско селище и в него живеят 90 турци.
Според гръцка статистика към 1911 година селото е изцяло мюсюлманско с 229 жители мюсюлмани.

### В Гърция
В 1913 година селото попада в Гърция след Междусъюзническата война. Според статистика от 1913 година има население от 532 души. През 20-те години на XX век турското му население се изселва по споразумението за обмен на население между Гърция и Турция след Лозанския мир и на негово място са заселени гърци бежанци, които в 1928 година са 156 семейства с 615 души, като селището е изцяло бежанско.
Българска статистика от 1941 година показва 1150 жители.
Селяните произвеждат пшеница, боб, дини, тютюн, като се занимават и със скотовъдство.
| Име        | Име          | Ново име     | Ново име     | Описание                 |
| ---------- | ------------ | ------------ | ------------ | ------------------------ |
| Сапей      | Σαπέϊ        | Сапеи        | Σαπαῖοι      |                          |
| Кере Чекур | Κερὲ Τσεκοὺρ | Асвестотопос | Ασβεστότοπος | местност, С от Хрисохори |

Става част от тогавашния дем Саръшабан по закона Каподистрияс от 1997 година. С въвеждането на закона Каликратис, Хрисохори става част от дем Места.
Според преброяването от 2001 година има 1793 жители, а според преброяването от 2011 година има 1818 жители.
| Година    | 1913 | 1920 | 1928 | 1940 | 1951 | 1961 | 1971 | 1981 | 1991 | 2001 | 2011 | 2021 |
| --------- | ---- | ---- | ---- | ---- | ---- | ---- | ---- | ---- | ---- | ---- | ---- | ---- |
| Население | 532  | 690  | 937  | 1184 | 1580 | 1639 | 1460 | 1652 | 1592 | 1793 | 1818 | 1711 |